# 小行星1906
小行星1906（1906 Naef）是一颗围绕太阳公转的小行星。1972年9月5日，保罗·维尔特在齐美尔瓦尔德发现了此天体。
該小行星以瑞士天文學家羅伯特·阿道夫·奈福命名。
这颗小行星的绝对星等为14.75969等。